# Cercis chingii
Cercis chingii là một loài thực vật có hoa trong họ Đậu. Loài này được Chun miêu tả khoa học đầu tiên.